# Францова Лхота
Францова Лхота (чеш. Francova Lhota) је насељено мјесто са административним статусом сеоске општине (чеш. obec) у округу Всетин, у Злинском крају, Чешка Република.

## Становништво
Према подацима о броју становника из 2014. године насеље је имало 1.604 становника.

## Познате особе
- Штјeпaн Трохта (*1905 – † 1974), римокатолички кардинал.[2]